# Abdennur Prado
Abdennur Prado (nacido en Barcelona en 1967) ha sido fundador y presidente de la Junta Islámica Catalana desde el año 2005 hasta su disolución el año 2011. Ha sido director y redactor de la página de Internet Webislam, donde ha publicado más de un centenar de artículos sobre pensamiento islámico y temas de actualidad (2001-2010).

## Activismo
Abdennur Prado es está involucrado en el diálogo interreligioso, es miembro fundador del Grupo interreligioso Tradición y Progreso y miembro de The Soul of Europe, organización europea para el diálogo islamo-cristiano. 
Ha sido director y principal promotor de las cuatro ediciones del Congreso Internacional de Feminismo Islámico (Barcelona, 2005, 2006 y 2008; Madrid 2010) y director del Congreso Mundial de Musulmanes de Habla Hispana (Sevilla 2003). 
Participó en el Seminario de expertos sobre Antisemitismo, Cristianofobia e Islamofobia convocado por el comisionado de la ONU contra el racismo, Doudou Diène (Barcelona, 2004, y Sevilla 2005). Ha participado en diversos actos y seminarios de la Organización para la Seguridad y la Cooperación en Europa (OSCE) sobre derechos humanos e islamofobia, y es colaborador del Informe Raxen sobre el racismo y la islamofobia en España, para la Oficina contra la Discriminación del Parlamento Europeo. También participó con una conferencia en el I Congreso Internacional sobre Derechos Humanos, Sociedad Civil y Homosexualidad en los países de mayoría musulmana, Madrid, 2008.

## Escritos
Es autor de los libros El retorn de l'islam a Catalunya (Llibres de l'índex 2008), El islam anterior al Islam (ed. Oozebap 2008) y El islam en democracia (ed. Junta Islámica, colección Shahada, 2006), y coautor de Haikús de vuelo mágico (ed. Azul, 2005), además de diversos artículos publicados en libros colectivos. Es autor del Módulo sobre Islam y Democracia del Curso a distancia de Experto en Cultura, Civilización y Religión Islámica (UNED, 2005-2007). Es colaborador del diario El País. Ha realizado unas setenta conferencias desde el año 2001 y ha participado en numerosos debates y entrevistas de televisión y de radio. Sus últimos libros publicados son El lenguaje político del Corán (Editorial Popular, 2010), El islam como anarquismo místico (Editorial Virus, diciembre de 2010) y Ser musulmán en España (Editorial Milenio, 2012).
Ha publicado también Genealogía del monoteísmo. La religión como dispositivo colonial (Akal, 2018) en la cual realiza una crítica de la disciplina académica de la ciencia de las religiones y sus conceptos fundamentales, partiendo de la base de que "religión" es algo nativo y propio de la cristiandad y no un universal, siendo su aplicación fuera de occidente un ejercicio de colonialismo epistemológico. 
El 23 de marzo de 2011 escribió en su blog un artículo condenando la intervención militar española en Libia con el equívoco título Tendrán su 11-M, que provocó una cierta reacción mediática y una explicación o puntualización por parte del autor.